# Africallagma webbianum
Africallagma webbianum är en trollsländeart som först beskrevs av W. Foerster 1906.  Africallagma webbianum ingår i släktet Africallagma och familjen dammflicksländor. Inga underarter finns listade i Catalogue of Life.